# Brian O'Brian
Brian O'Brian este un serial original difuzat pe Disney Channel, scris și regizat de Danny Kaplan, în care joacă Brian Stepanek (Arwin în Zack și Cody, ce viață minunată), de asemenea co-scriitor. Serialul prezintă episoade individuale care sunt scurte scene de comedie, ținând mai puțin de 5 minute.
Serialul a fost produs de Cologno Monzese aproape de Milano, Italia.
Criticii au observat că personajul Brian O'Brian este foarte similar cu personajul lui Rowan Atkinson, Mr. Bean. În serial nu sunt scrise cuvinte pe ecran, folosind numai poze pe niște semne, instrucțiuni, plăcuțe de informare etc.
Serialul a început pe 12 septembrie 2008 în Italia, iar în România pe 5 ianuarie 2010.

## Episoade
Notă: Nu toate episoadele au fost difuzate în România.
| #                                                                          | Titlu               | Scris de       | Regizat de   | Data Premierei în U.S.A. | Codul de producție |
| -------------------------------------------------------------------------- | ------------------- | -------------- | ------------ | ------------------------ | ------------------ |
| 1                                                                          | „Operamanlozer”     | Brian Stepanek | Necunoscut   | 3 octombrie 2008         | 101                |
| Brian impresionează un cântăreț în Italia.                                 |                     |                |              |                          |                    |
| 2                                                                          | „The Pool”          | Brian Stepanek | Necunoscut   | 3 octombrie 2008         | 102                |
| Brian se joacă cu diferite jucării de apă într-o piscină.                  |                     |                |              |                          |                    |
| 3                                                                          | „Assembly Required” | Necunoscut     | Necunoscut   | 10 octombrie 2008        | Necunoscut         |
| Brian construiește o măsuță de cafea.                                      |                     |                |              |                          |                    |
| 4                                                                          | „Basketball”        | Brian Stepanek | Necunoscut   | 10 octombrie 2008        | 103                |
| Brian joacă baschet la sala de gimnastică.                                 |                     |                |              |                          |                    |
| 5                                                                          | „Band”              | Necunoscut     | Necunoscut   | 17 octombrie 2008        | Necunoscut         |
| Brian cântă la toate instrumentele într-o formație imaginară.              |                     |                |              |                          |                    |
| 6                                                                          | „Babysitter”        | Brian Stepanek | Necunoscut   | 17 octombrie 2008        | Necunoscut         |
| Brian încearcă să aibă grijă de un bebeluș.                                |                     |                |              |                          |                    |
| 7                                                                          | „Dancing!”          | Necunoscut     | Necunoscut   | 24 octombrie 2008        | Necunoscut         |
| Brian își arată mișcările de dans.                                         |                     |                |              |                          |                    |
| 8                                                                          | „Doubles!”          | Necunoscut     | Necunoscut   | 24 octombrie 2008        | Necunoscut         |
| Brian încearcă să o impresioneze pe Veronica pe un teren de tenis          |                     |                |              |                          |                    |
| 9                                                                          | „Bones!”            | Necunoscut     | Necunoscut   | 31 octombrie 2008        | Necunoscut         |
| Brian vizitează muzeul de științe ale naturii. El rupe oasele de dinozaur. |                     |                |              |                          |                    |
| 10                                                                         | „Up and Away!”      | Necunoscut     | Necunoscut   | 31 octombrie 2008        | Necunoscut         |
| Brian are o problemă mare cauzată de niște baloane.                        |                     |                |              |                          |                    |
| 11                                                                         | „Date O' Date”      | Kenny Ortega   | Jeff Winston | 8 noiembrie 2008         | Necunoscut         |
| Brian încearcă diferite costume pentru o întâlnire.                        |                     |                |              |                          |                    |
| 12                                                                         | „Clumsy Work”       | Kenny Ortega   | Noel Rivara  | 14 noiembrie 2008        | Necunoscut         |
| Brian lucrează la un restaurant și apoi este dat afară.                    |                     |                |              |                          |                    |
| 13                                                                         | „Series Finale”     | Brian Stepanek | Necunoscut   | 3 aprilie 2009           | 113                |
| Brian încearcă să facă showul să aiba un sfârșit                           |                     |                |              |                          |                    |